# 신경줄기세포
신경줄기세포 (Neural stem cell, NSC)는 자기 재생산 (self-renewal)이 가능하고, 신경계통 세포로의 분화 능력을 가진 세포이다. 신경줄기세포는 신경 세포 (neuron) 와 신경아교세포인 성상교세포 (astrocyte), 희소돌기아교세포 (oligodendrocyte)등으로 분화된다.

## 역사
1989년 Sally Temple에 의해 쥐 뇌의 부뇌실 구역 (subventricular zone, SVZ)에 존재하는 자가재생산이 가능하고 분화능을 가진 전구세포 (progenitor) 및 줄기세포 (stem cell)가 발견되었다. 1992년 Brent A. Reynolds와 Samuel Weiss는 성체 쥐 뇌의 선조체 (striatum) (부뇌실 구역을 포함)에서 처음으로 신경전구세포 (neural progenitor cell, NPC)와 신경줄기세포를 분리, 획득하였다. 같은 해 Constance Cepko와 Evan Y. Snyder는 쥐의 소뇌에서 처음으로 다분화능의 세포를 분리, 획득하였고, 이 세포에 종양 유전자인 v-myc을 도입시켰다. 현재 이 종양 유전자는 성체의 체세포를 유도만능줄기세포로 리프로그래밍시키는데 널리 사용되는 유전자 중 하나이다. 이후 신경전구세포와 신경줄기세포는 인간을 포함한 다양한 종의 뇌 뿐 아니라 척수와 같이 신경세포를 만들지 않는 구역에서도 분리, 획득 되었다.

## 신경줄기세포의 노화와 발달

### 노화
신경줄기세포는 노화로 인해 증식이 감소하는데, 이러한 감소에 다양한 방법으로 대응한다. 그 예로 FOXO 단백질은 신경줄기세포의 항상성을 조절하며, 이러한 FOXO 단백질이 Wnt 신호전달을 막음으로써 신경줄기세포의 노화를 억제한다.

### in vivo기원
인 비보(in vivo)반응에서 줄기세포는 성체줄기세포와 배아줄기세포로 나뉘며, 이 둘의 가장 큰 차이점은 분화 능력에 있다. 분화 능력에 제한이 있는 성체줄기세포와 달리 배아줄기세포는 몸을 구성하는 모든 세포로 분화가 가능하다. 신경줄기세포는 분화 능력에 제한이 있는 성체줄기세포이며, 신경발생 (neurogenesis) 과정을 통해 성체의 일생동안 만들어진다. 중추 신경계안의 완전히 분화된 신경 세포 (neuron)나 신경아교세포 (glial cell) 같은 세포들은 증식하지 못하기 때문에 신경줄기세포는 죽거나 손상된 신경계세포로 분화하여 이를 대체한다.

### in vitro기원
인 비트로(in vitro)반응에서 성체의 신경줄기세포는 1990년대 초에 쥐의 선조체 (striatum)에서 처음으로 분리, 획득되었다. in vitro 배양을 할 때 신경줄기세포는 다분화능의 신경세포구 (neurosphere)를 형성한다. 신경세포구는 자기 재생산이 가능하고, 신경 세포 (neuron), 성상교세포 (astrocyte), 희소돌기아교세포 (oligodendrocyte) 등으로 분화될 수 있다.

### 신경줄기세포의 신호 전달과 이동
신경줄기세포는 주변의 미세환경이 (niche)나 줄기세포 적소에서 발생된 신호를 통해 분화가 시작된다. 이 과정을 통해 죽거나 손상된 신경계 세포를 대체하며, 이를 신경 발생 (neurogenesis)이라 한다. 몇몇 신경줄기세포는 자극을 받으면 부뇌실 구역 (SVZ)에서 부리 쪽 이동 줄기(rostral migratory stream)를 통하여 이동한다. 부리 쪽 이동 줄기에 존재하는 뇌실막세포 (ependymal cell)와 성상교세포 (astrocyte)는 신경모세포 (neuroblast)의 이동에 의해 신경교의 관(glial tube)을 형성한다. 관 안의 존재하는 성상교세포는 이동하는 세포를 지지할 뿐 아니라 주변 세포로부터 방출되는 전기, 화학적 신호로부터 세포를 단절시켜 죽거나 손상된 세포가 있는 장소로 세포를 빠르게 이동 시킨다.

## 분화과정과 질환에서의 신경줄기세포의 기능
표피성장인자(Epidermal growth factor, EGF)와 섬유아세포 성장 인자(FGF)는 in vitro에서 신경전구세포 (NPC)와 신경줄기세포 (NSC)의 성장촉진인자(mitogen)이다. 신경줄기세포에서 비롯된 성체의 뇌에서 일어나는 신경 발생은 이러한 성장촉진인자에 의한 것이라고 생각되며, 성체의 뇌에 존재하는 신경줄기세포의 기원 및 발생에 대해서는 아직 완전하게 밝혀지지 않았다.

### 분화과정동안의 신경줄기세포의 기능
가장 널리 받아들여지는 성체 신경줄기세포는 방사상의 성상교세포와 비슷한 GFAP을 발현하는 세포이다. 신경줄기세포는 Type 1 세포로 불린다. Type 1 세포는 뇌의 혈관, 성상교세포 (astrocyte), 소교세포 (microglia), 뇌실막세포 (ependymal cell), 세포외 기질 등에 의해 형성된 특별한 환경에 의해서 분화하지 않고 증식되는 단계의 세포이다. 이러한 환경은 외부 자극에 의해 Type 1 세포가 활성화되기 전까지 영양, 구조적 지지, 줄기세포의 보호를 제공한다. 한번 활성화되면 Type 1 세포는 성상교세포를 포함한 중간 전구세포인 Type 2 세포로 분화된다, 분화가 계속 진행되어 Type 3 세포인 neuroblast가 만들어지면 이후 필요에 따라 신경 세포나 성상교세포 등과 같은 신경계 세포로 분화되며, 이후 만들어진 세포들이 성숙 단계를 거쳐 완전한 신경계 세포가 만들어진다.

### 질환에서의 신경줄기세포의 기능
신경줄기세포는 중추신경계의 발달에 있어 신경세포 (neuron), 성상세포 (astrocyte), 희소돌기아교세포 (oligodendrocyte) 등 다양한 세포를 만들어내는데 중요한 역할을 한다. 많은 연구자들은 다양한 동물 모델을 이용하여 뇌졸중, 다발성 경화증, 파킨슨병 등에서 보이는 신경줄기세포의 기능에 대하여 연구하고 있다. 이러한 연구의 결과는 향후 인간의 신경 질환의 치료에 적용될 것이다. Sanjay Magavi와 Jeffrey Macklis의 연구에 의해 신경줄기세포의 이동 및 죽거나 손상된 신경 세포의 교체가 이루어진다는 것이 밝혀졌다. Magavi는 대뇌 피질에 레이저를 이용하여 손상을 입힌 후 부뇌실 구역의 신경전구세포가 신경모세포의 이동에 중요한 물질인 doublecortin을 발현하고, 손상된 지역으로 이동 후 성숙한 신경세포에서 발현하는 NeuN을 발현하는 신경 세포로 분화되는 것을 확인하였다. 또한 Masato Nakafuku는 뇌졸중에 걸린 쥐에서 해마 (hippocampus)에 존재하는 신경줄기세포의 역할을 처음으로 밝혔다. 이 결과는 뇌졸중 후 성체의 뇌에서 신경줄기세포가 해마의 신경 세포로 재생되는 것을 입증한 것이다. 2004년 Evan Y. Snyder는 뇌종양이 발생했을 때 신경줄기세포의 이동을 밝혔고, Jaime Imitola는 뇌에 손상을 입었을 때 신경줄기세포의 반응에 대한 메카니즘을 처음으로 밝혔다. 그들은 SDF-1a와 같이 뇌의 손상동안 분비되는 케모카인 (영어: chemokine)에 의해 신경줄기세포가 인간과 쥐에서 손상 부위로 직접적으로 이동한다는 것을 보였다. 이후 신경줄기세포와 관련된 다양한 메커니즘이 발견되었다.

## 임상 적용의 가능성

### 중추신경계 (central nervous system, CNS)의 재생 치료
세포의 죽음은 신경퇴행성 질병 및 극심한 중추신경계 질병에서 나타나는 특징이다. 세포의 감소는 중추신경계의 손상된 세포의 교체나 치료를 위한 재생능력의 부재에 의해 일어난다. 이러한 문제를 극복하기 위한 한 가지 방법은 재생산이 가능한 신경줄기세포를 이용한 세포 대체 치료이다. 신경줄기세포는 in vitro에서 신경줄기세포와 신경전구세포로 이루어진 신경세포구의 형태로 배양가능하다. 신경세포구의 배양에서 EGF와 FGF와 같은 성장촉진인자를 제거하면 신경세포구는 뇌의 손상된 부위에 이식할 수 있는 신경 세포, 성상교세포, 희돌기아교세포로 분화된다. 이러한 치료적 접근법은 파킨슨병, 헌팅턴 무도병, 다발성 경화증 등의 질병에서 이미 시행되었다. 신경줄기세포나 신경전구세포는 신경세포보호 (neuroprotection)과 면역제어 (immunomodulation)의 기본적인 특징을 통해 신경계 치료를 야기한다.
또 다른 치료법으로는 약물을 이용한 뇌내 신경줄기세포 및 신경전구세포의 활성을 야기하는 것이다. 활성화된 신경줄기세포 및 신경전구세포는 신경영양성 인자를 생산하는데 특정 약물을 처리함으로써 이러한 신경영양성 인자의 생성을 촉진하여 질병을 치료 또는 억제시킬 수 있다. 예를 들어 STAT3를 인산화시키거나 Hes3의 발현을 증가시키는 신호경로를 활성화시킴으로써 신경계 세포의 사멸이나 신경계 질병의 발달을 억제시킬 수 있다.

## 참고 내역
- 성상교세포
- 신경 세포
- 희소돌기아교세포
- 신경 발생
- 성체줄기세포
- 배아줄기세포
- 유도만능줄기세포
- 줄기세포

## 같이 보기
- 배엽에서 유래된 사람 세포 유형 목록